# Cruziohyla craspedopus
Cruziohyla craspedopus és una especie de granota de la família dels hílids. Va ser descrit el 1957 per A. Funkhouser.
És una granota arbòria del bosc tropical primàri de les terres baixes. Viu al cimall i només en descendeix a branques baixes per reproduir-se. Al Parc Nacional Yasuní, s'ha recollit en branques i arbustos. La cria té lloc en arbres caiguts que contenen petites basses o en petits estanys a terra.

## Distribució
Ocupa un ample territori a les terres baixes amazòniques a Colòmbia, Equador, Perú i els estats de Pará, Amazonas, Acre, Rondonia i Mato Grosso al Brasil, i a l'Amazònia Bolívia (Parc Nacional Madidi).